# Francesco Massimiani
Francesco Massimiani, conosciuto anche come Franco Massimiani (Genova, 28 luglio 1957 – 17 settembre 1995), è stato un paroliere e musicista italiano.

## Biografia
Non ancora adolescente si avvicina alla musica  e alla fine degli anni settanta milita in vari gruppi new wave - rock. 
Nel 1977 partecipa al concorso "Le vie del successo" con il gruppo Direttiva Primaria, ottenendo un ottimo piazzamento, per poi entrare a far parte dei Plastico Magico (scrivendo in coppia con Massimo Paccagnini la maggior parte dei brani). Nel 1982 fonda i Righe, insieme a Massimo Paccagnini e Gianni Sorrentino, nel gruppo militano, a ruota, svariati musicisti tra i quali Maurizio Trizio, Franco Senarega, Stefano Costantini, Fabio Cervellieri, Massimo Picasso e Massimo De Stefano, tutti di Genova. Questo è periodo più rappresentativo del suo percorso come componente di gruppi. 
La prima esperienza professionale arriva nel 1985 come autore: insieme a Telpa firma La luna stasera, canzone interpretata da Fiorella Mannoia e inserita nell'album Momento delicato prodotto da Mario Lavezzi (il brano vede una prima stesura nel 1980: si intitola "La rondine ferita" e la musica è di Massimo Paccagnini e Marco Galvagno i quali, in seguito, rinunceranno ai diritti). La stessa Mannoia, durante un concerto, nel presentarlo come autore emergente, sottolinea lo stile personale dei suoi testi. Negli anni successivi continua l'attività come autore e nel 1986 inizia una nuova collaborazione con  la produttrice Giusta Spotti, l'arrangiatore Pinuccio Pirazzoli e Loretta Goggi. Compone così insieme a Marco Canepa  Bruno Cavazzini e Michele  Raschillà il brano Voci, inserito nel disco C'è poesia. Il brano verrà usato anche come sigla della trasmissione Rai Il bello della diretta condotta sempre da Loretta Goggi.
Sempre per Loretta Goggi, nel 1987 nell'album C'è poesia due viene pubblicato il brano Stile, composto insieme agli stessi autori e l'anno successivo, nell'album Donna io donna tu, il brano Da qui scritto con Settimo Benedetto Sardo e Oscar Avogadro. Quest'ultimo pezzo divenne a sua volta la sigla del programma quotidiano Rai Ieri, Goggi e domani. 
Gli anni ottanta lo vedono anche, nella veste di speaker radiofonico, curare alcuni special sui grandi autori italiani presso due emittenti locali (Radio Luna prima e RL1 qualche anno più tardi).
Il suo ultimo progetto risale ad aprile del 1995, col brano Lampi sul mare, scritto col musicista Sandro Ponassi, realizzato e arrangiato da Massimo Paccagnini.
Scompare nel 1995, all'età di 38 anni, per un'emorragia cerebrale.